# أدريان غرينوود
أدريان غرينوود (بالإنجليزية: Adrian Greenwood)‏ هو مؤرخ عسكري ومؤرخ بريطاني، ولد في 1973 في المملكة المتحدة، وتوفي في 2016 في Iffley Road ‏ في المملكة المتحدة.